# جوون فوراي

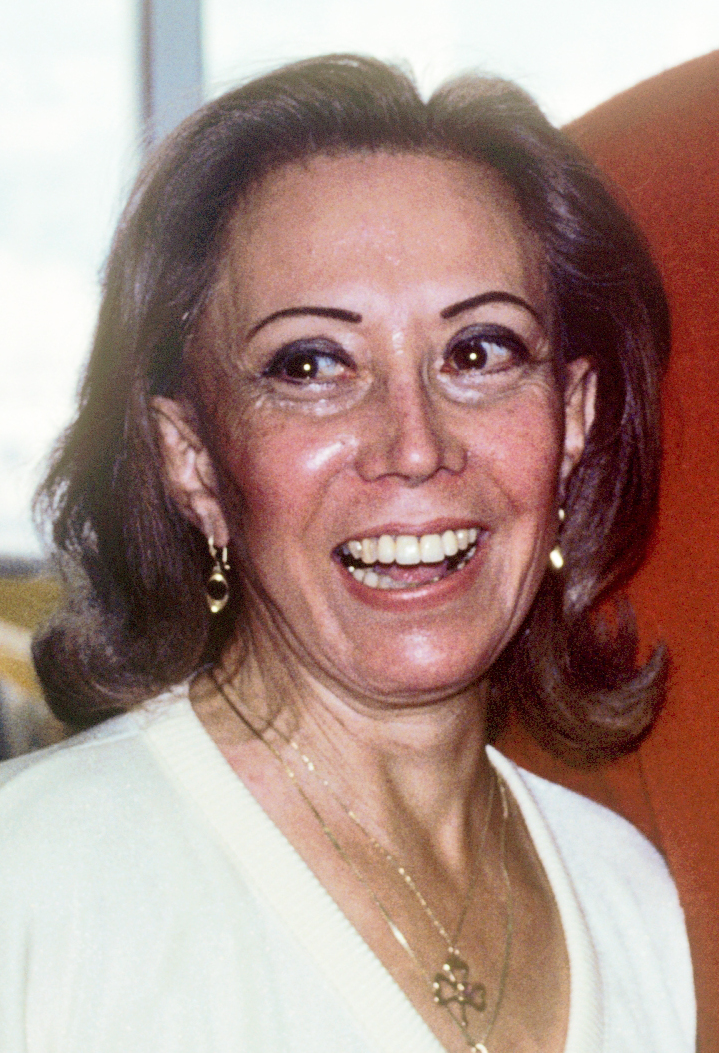
جوون فوراي

جوون فوراي (بالإنجليزية: June Foray)‏ (مواليد 18 سبتمبر 1917 - 26 يوليو 2017) هي ممثلة أصوات أمريكية. عرفت بتمثيلها أصوات الشخصيات الأنثوية للرسوم المتحركة، كما وساهمت في تأسيس جمعية ASIFA-Hollywood التي تساهم في ترويج وتشجيع الرسوم المتحركة.

## بدايات حياتها
ولدت باسم جوون لوسيل فورر، الابنة الثانية لثلاثة أبناء، أول تمثيل صوتي لها كان في الراديو وهي بعمر 12 سنة، ثم تولت أدوارا منتظمة في الراديو بعمر 15 سنة، لتنتقل بعد سنتين إلى لوس أنجلوس، كاليفورنيا ولتصبح صوتا معروفا في مثل برامج جيمي دورانتي وداني توماس.

## مسيرة التمثيل[4]
في الأربعينات، بدأت بالعمل في الأفلام، لكنها اشتهرت في تمثيل الأصوات في الكرتون. لدى ديزني، أدت صوت لوسيفر ذا كات (بالإنجليزية: Lucifer the cat)‏ وويتش هايزل (بالإنجليزية: Witch Hazel)‏ في فيلم سندريلا، كما أدت عدة أصوات في كرتون وودي وودبيكر (بالإنجليزية: The Woody Woodpecker Show)‏ من شركة والتر لانز، ولدى وارنر براذرز، قامت بأداء صوت غراني مالكة تويتي وسيلفستر، وكذلك ويتش هايزل (بالإنجليزية: Witch Hazel)‏ شخصية تشاك جونز، كما وعلقت في فيلم ريلي سينت، وأيضا صوت غراني في برنامج بايبي لووني تونز.
مثلت بصوتها في السنافر بدور جوكي سمرف ومذر نايتشر. ودور أورسولا في جورج أوف ذا جنغل. ودور سيندي لوو هو في هاو ذا غرينش ستول كرسماس.
عملت أيضا لدى هانا-باربيرا في ذا فلينستونز، توم آند جيري، سكووبي-دوو، وير آر يو، ذا جتسونز، وبرامج أخرى.
تعد فوراي وستان فريبيرغ من القلائل المعمرين الذين شهدوا العصر الذهبي للكرتون، بقيت مستمرة بالعمل حتى اليوم، فشاركت في الأعمال المتأخرة مثل لووني تونز: باك إن أكشن 2003.
نقل عن تشاك جونز قوله عن فوراي «جوون ليست النسخة المؤنثة من ميل بلانك، ميل بلانك كان النسخة المذكرة من جون فوراي».
في 1995، أنشأت جمعية أفلام الرسوم المتحركة الدولية (بالإنجليزية: ASIFA-Hollywood)‏، جائزة جون فوراي التي تقدم إلى «الأفراد ذوي العطاء الكبير أو التأثير المعطاء لصناعة الرسوم المتحركة». حيث نالت فوراي أول جائزة لها، ساهمت فوراي وهي بعمر 90 سنة في مشروع أرشفة الرسوم المتحركة لجمعية (بالإنجليزية: ASIFA-Hollywood)‏.

## وصلات خارجية
- جوون فوراي على موقع IMDb (الإنجليزية)
- جوون فوراي على موقع ميتاكريتيك (الإنجليزية)
- جوون فوراي على موقع روتن توميتوز (الإنجليزية)
- جوون فوراي على موقع قاعدة بيانات الأفلام العربية
- جوون فوراي على موقع ألو سيني (الفرنسية)
- جوون فوراي على موقع ميوزك برينز (الإنجليزية)
- جوون فوراي على موقع تيرنر كلاسيك موفيز (الإنجليزية)
- جوون فوراي على موقع أول موفي (الإنجليزية)
- جوون فوراي على موقع قاعدة بيانات الأفلام السويدية (السويدية)
- جوون فوراي على موقع إن إن دي بي (الإنجليزية)
- لقاء مع جوون فوراي